# Tanaecia vikramida
Tanaecia vikramida är en fjärilsart som beskrevs av Hans Fruhstorfer 1913. Tanaecia vikramida ingår i släktet Tanaecia och familjen praktfjärilar. Inga underarter finns listade i Catalogue of Life.